# Nadleśnictwo Siewierz
Nadleśnictwo Siewierz – jednostka organizacyjna Lasów Państwowych podległa Regionalnej Dyrekcji Lasów Państwowych w Katowicach, której siedziba znajduje się w miejscowości Siewierz. 
Powierzchnia zarządzanych lasów i gruntów przeznaczonych do zalesienia przez nadleśnictwo Siewierz wynosi: 13 973,5 ha
W skład nadleśnictwa wchodzą dwa obręby - Łysa Góra i Gołonóg, do których należy 14 leśnictw:
- Obręb Łysa Góra
  - Leśnictwo Mitręga
  - Leśnictwo Łazy
  - Leśnictwo Poręba
  - Leśnictwo Kuźnica
  - Leśnictwo Winowno
  - Leśnictwo Mierzęcice
  - Leśnictwo Rudniki
  - Leśnictwo Lgota
  - Leśnictwo Koziegłówki
- Obręb Gołonóg
  - Leśnictwo Trzebyczka
  - Leśnictwo Ząbkowice
  - Leśnictwo Maczki
  - Leśnictwo Grodziec
  - Leśnictwo Łosień

Na terenie nadleśnictwa znajduje się Zespół Parków Krajobrazowych Województwa Śląskiego z siedzibą w Będzinie oraz Zespół Jurajskich Parków Krajobrazowych, a także rezerwaty przyrody: Rezerwat przyrody Góra Chełm oraz Rezerwat przyrody Cisy w Starej Hucie.